# 丹尼尔·纳瓦
丹尼尔·詹姆斯·纳瓦（英語：Daniel James Nava，1983年2月22日—）曾是美国职棒大联盟的外野手，他出生于美国加利福尼亚州雷德伍德城。

## 早年
纳瓦曾就读于加州芒廷维尤的圣弗朗西斯高中，他在高一时身高仅1米42，体重只有32公斤，到了高四已长高到1米65，体重也增加到68公斤。
高中毕业后，纳瓦进入圣克拉拉大学心理学专业学习，他曾试图进入学校的棒球队，但他未能成为球员，仅担任球队的设备管理员。由于无法负担学费，两年后纳瓦离开学校，转而进入圣马特奥学院（大专）。在他一位老朋友的鼓励下，他参加学院棒球队选拔，并顺利进入球队。在圣马特奥学院期间，他入选全美大专最佳阵容。之后圣克拉拉大学提供给他全额奖学金，于是纳瓦回到了圣克拉拉学习。他在球队唯一的一个赛季打击率高达3成95，上垒率4成94，均名列西海岸联盟前茅，并入选全联盟第一队。

## 職業生涯

### 小联盟时期
大学毕业后，纳瓦没有被任何一支大联盟球队选中，于是他加入黄金棒球联盟（一个独立联盟）的奇科反叛者队，但试训过后球队并没有留住他，只在一年之后为了填补名单空缺才签回他。2007年纳瓦在反叛者队发挥出色，击出12支全垒打，打击率3成71，OPS高达1.000。当年他被棒球美国杂志评为独立联盟未来之星第一名。波士顿红袜球探部门的助理经理贾里德·波特建议球队签下他。红袜仅以象征性的1美元获得纳瓦的所有权，如果春训结束后仍留下他，红袜需支付给反叛者队1,499美元。
春训之后纳瓦成功留在红袜球团，他从低阶1A开始自己的小联盟生涯。2008年纳瓦在85场比赛中击出10支全垒打，打击率3成41，OPS达到.948。2009年纳瓦从高阶1A的塞勒姆红袜升到2A的波特兰海狗，在2A他仍然保持着3成64的高打击率。
2010年纳瓦在3A待了两个月，在54场比赛中击出8支全垒打。这段期间他曾说道：“我知道我拥有天赋和能力，我能够进入更高的级别。这就是为什么我继续努力的原因。退出并不是我的选项之一。”

### 大联盟时期

#### 波士頓紅襪隊
2010年
由于雅戈比·艾尔斯布里和杰里米·赫米达的受伤，纳瓦于2010年6月登上大联盟，6月12日主场对费城费城人的比赛中，他以先发左外野手的身份首次在大联盟亮相。在该场比赛中，纳瓦第一次上场打击就击出满贯全垒打，他将乔·布兰顿对他投出的第一颗球送到芬威球场右外野墙外的牛棚中。他是大联盟历史上第四位在职业生涯首打席就击出满贯全垒打的球员，也是红袜队史上第10位首打席击出全垒打的球员。由于他首场比赛出色的表现，纳瓦得以占据先发左外野手的位置。他在大联盟的前13场比赛都获得上垒的机会。
7月22日，為因應赫米达的回歸，纳瓦被下放小聯盟。8月2日，因為麦克·喀麦隆進入傷兵，納瓦重回大聯盟。
2011年
2011年5月20日，納瓦遭到球隊指定轉讓，從40人名單中除名。之後他通過了讓渡程序，被發配至小聯盟。
2012年
納瓦並未收到大聯盟春訓的邀請，但由於外野手艾尔斯布里、克勞福的陸續缺席，他在5月回到大聯盟。把握機會的納瓦，在5月14日的主場賽事中打出一支2分全壘打，是個人睽違近兩年以來再有開轟紀錄。總計他在這年共出賽88場，成績為2成43打擊率，6支全壘打和33分打點，另外他還獲得了隊上的戈爾曼獎。
2013年
球季開打時，整個波士頓仍處在馬拉松爆炸的陰霾之中，納瓦在4月20日打出的致勝3分全壘打，可以說振奮了整個球隊。在整個2013年球季當中，他基本和強尼·戈麥斯分擔左外野的守備工作，在個人的出賽數和各項攻擊成績都取得了生涯新高，包括3成03打擊率（美聯第8）、3成85上壘率（美聯第5）等。球隊則是取得97勝的佳績，以美聯東區首位之姿晉級季後賽，更一路挺進至世界大賽，擊敗聖路易紅雀隊，取得冠軍。
2014年
納瓦開季的表現慘淡，17場出賽僅有1成36打擊率，在4月23日被下放至小聯盟AAA。5月27日，因應謝恩·維克托里諾進入傷兵，納瓦重回大聯盟，不過他的表現並沒有起色，6月1日再次被下放。9月14日，打出個人生涯第二支滿貫全壘打，苦主是堪薩斯皇家隊的亞倫·克洛。
2015年
2015年7月30日，納瓦再次遭到紅襪隊指定轉讓，迄此高層對他的表現和傷情已失去耐心。

#### 坦帕灣光芒隊
光芒隊在8月5日從讓渡名單當中選擇了納瓦，2天後他在光芒隊作為先發右外野手登場出賽。季後，光芒隊選擇將他指定轉讓。

#### 洛杉磯天使隊

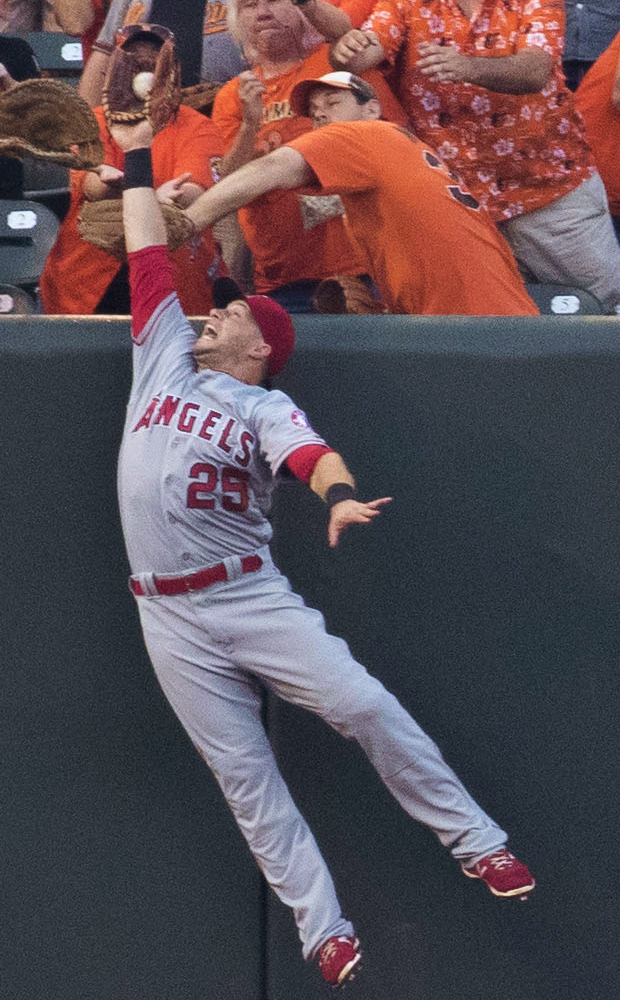
2016年的納瓦

2015年12月16日，與洛杉磯天使隊簽下一年短約。雖然因傷無法趕上開季，納瓦仍在5月底回歸大聯盟。由於打擊表現的不振，天使隊在7月時將他指定轉讓。

#### 堪薩斯皇家隊
2016年8月29日，被交易至皇家隊。

#### 費城費城人隊
2016年12月12日，與費城費城人隊簽下小聯盟約。納瓦成功在2017年球季擠入開季名單，4月6日的比賽更在首二個打席接連開轟。總計2017年他為費城人隊出賽80場，有3成01打擊率、21分打點。

## 近況
2018年2月6日，納瓦與匹茲堡海盜隊簽訂小聯盟約。2月28日球隊宣布，納瓦因為背傷將缺席10周至12周時間。他在3月20日被海盜隊釋出，但三天後又重新與其簽定新的小聯盟約。最終他在2018年沒有為任何職業球隊出賽，11月6日成為自由球員。
2019年6月2日，納瓦與獨立聯盟球隊簽約，他為該隊出賽71場，有2成88打擊率、7支全壘打和46分打點。冬季他又前往墨西哥聯盟，在當地球隊打了7場比賽，打擊率僅有1成48。

## 獲獎與榮譽
- 《棒球美國》評選獨立聯盟潛力球員，2007年[6]
- 紅襪隊小聯盟系統單月代表球員，2009年8月及9月[31]

## 私人生活
- 納瓦在教會裡會彈吉他，搭配他兄弟打的鼓。
- 他的父親唐·納瓦（Don Nava）是個健身訓練員，也是個教練。[6]
- 三年來，他都會為ESPN的球評埃林．安德魯斯（Erin Andrews）保留每一場小聯盟主場比賽的門票。[32][33]